# 薩拉伊厄尼
薩拉伊厄尼是土耳其的城鎮，由科尼亞省負責管轄，位於該國南部，距離首府科尼亞52公里，面積1,088平方公里，海拔高度1,061米，2011年人口8,819。

## 外部連結
- District municipality's official website （页面存档备份，存于） （土耳其文）

38°15′58″N 32°24′23″E / 38.26611°N 32.40639°E